# Saue
Saue – miasto w Estonii położone w pobliżu Tallinna.
Powierzchnia miasta: 3,49 km². Liczba mieszkańców: 5 300. Gęstość zaludnienia: 1 437,2/km². Saue jest przykładem miasta-ogrodu.